# Magura (Strážovské vrchy)
Magura (1141,3 m n. m.) je nejvyšší hora Malé Magury, geomorfologického podcelku Strážovských vrchů. Nachází se v okrese Prievidza a nejbližšími obcemi jsou Nevidzany, Poruba a Chvojnica.

## Přístup
- po červené značce z Malé Magury (kde se napojuje žlutá značka z obce Temeš) nebo z hory Boškovie laz
- po žluté značce z obce Nevidzany
- po zelené značce z obce Poruba